# Lången (Laxå kommun, Närke)
Lången är en sjö i Laxå kommun i Närke som ingår i Norrströms huvudavrinningsområde. Sjön är 2,5 meter djup, har en yta på 1,26 kvadratkilometer och befinner sig 119 meter över havet. Sjön avvattnas av vattendraget Långsmoån. Vid provfiske har abborre, gers och mört fångats i sjön.

## Delavrinningsområde
Lången ingår i delavrinningsområde (653186-142687) som SMHI kallar för Utloppet av Lången. Medelhöjden är 152 meter över havet och ytan är 16,07 kvadratkilometer. Det finns inga avrinningsområden uppströms utan avrinningsområdet är högsta punkten. Långsmoån som avvattnar avrinningsområdet har biflödesordning 3, vilket innebär att vattnet flödar genom totalt 3 vattendrag innan det når havet efter 287 kilometer. Avrinningsområdet består mestadels av skog (86 procent). Avrinningsområdet har 1,26 kvadratkilometer vattenytor vilket ger det en sjöprocent på 7,8 procent.